# Torre Consejo Provincial de Pichincha
Torre Consejo Provincial de Pichincha. Edificio de altura (highrise) de la ciudad de Quito D.M., en Ecuador. Por varios años fue la tercera estructura más alta de Quito.
El edificio alberga las oficinas del Gobierno Provincial de Pichincha, y por tanto los despachos del Prefecto, sus asesores y las direcciones, secretarías y coordinadoras del buró de la provincia de Pichincha.
Está ubicada en el extremo noroccidental de la parroquia de Itchimbía; en un solar flanqueado por las calles Manuel Larrea, Antonio Ante, Juan Pablo Arenas y la avenida 10 de Agosto. El número de nomenclatura asignado por el municipio de Quito es el N13-45. 
La torre es el segundo edificio de altura, después de la conocida Licuadora, y el primero de gran altura, que se puede observar saliendo desde el Centro Histórico en sentido sur-norte. Su ubicación frente al Parque La Alameda, y en el inicio de la ciudad moderna, la han convertido en un verdadero ícono de la ciudad, sobre todo en la época en la que fue construida (década de 1980).
A los pies de la torre se encuentra una enorme plaza despejada que a menudo es utilizada para exposiciones y encuentros de arte y artesanías. Sobre el costado de la avenida 10 de Agosto es muy común ver hordas de gente protestando en dirección al Palacio de Carondelet; este uso como ruta de acceso al Centro Histórico y a la sede del ejecutivo, han puesto a la Torre Consejo Provincial de Pichincha en el lugar estratégico para detener el avance de los manifestantes, y por ello su estructura es una de las más conocidas en el ámbito noticioso nacional.
Actualmente existe un plan de renovación integral, tanto de los interiores como de la fachada del edificio.
En mayo de 2022 se inauguró un mural en la fachada del edificio en conmemoración del bicentenario de la Batalla de Pichincha. El mural fue adjudicado a Pavel Égüez, artista ecuatoriano, en medio de polémicas a causa del costo del mural.